# White County (Arkansas)
White County is een county in de Amerikaanse staat Arkansas.
De county heeft een landoppervlakte van 2.678 km² en telt 67.165 inwoners (volkstelling 2000). De hoofdplaats is Searcy.

## Bevolkingsontwikkeling

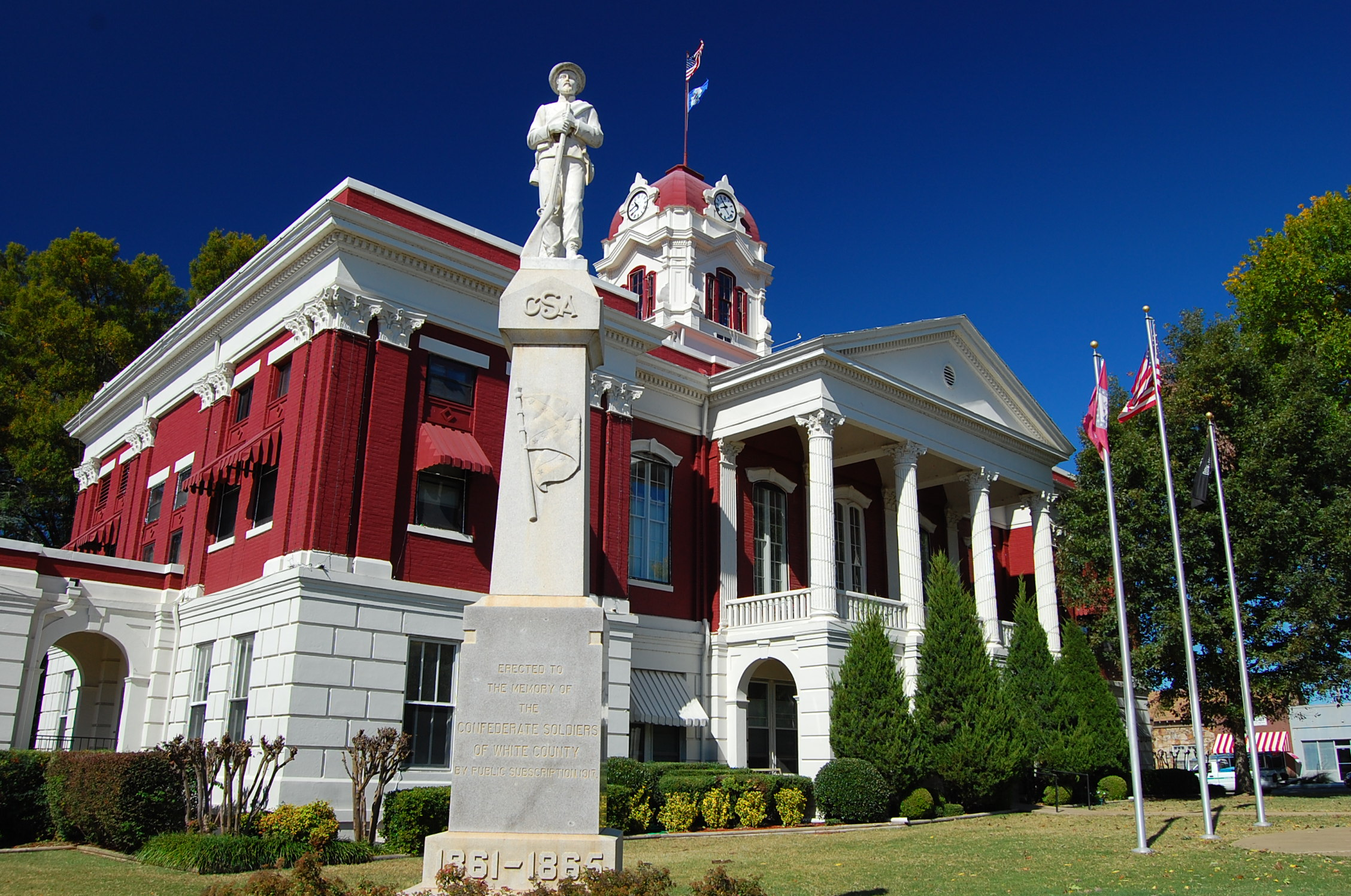
White County Courthouse